# SGV Freiberg
Sport- und Gesangsverein Freiberg Fußball e.V. é uma agremiação esportiva alemã, fundada a 26 de outubro de 1973, sediada em Freiberg, no estado de Baden-Württemberg.

## História
O clube foi formado em 1973 da união de SGV Heutingsheim e TSV Beihingen. As raízes do Heutingsheim se voltam para o estabelecimento do FC Spartania Heutingsheim, a 28 de janeiro de 1913. Este se fundiu brevemente com o SV Beihingen, em 1919, para formar o FV Beihingen-Heutingsheim antes de ambos seguirem caminhos separados novamente em um ano. O Spartania então formou uma nova parceria com o TV Heutingsheim e o RFV Wanderlust Heutingsheim, em 1921, para a criação do SV Heutingsheim. O RFV deixou a associação em 1926, enquanto o ASV TV Heutingsheim ingressou em 1933. Após a Segunda Guerra Mundial as autoridades de ocupação aliadas proibiram o funcionamento de todas as organizações do país, inclusive as esportivas. O clube foi restabelecido em 1945 como SGV Heutingsheim.
O TSV Beihingen fez uma fugaz aparição na Amateurliga Württemberg (IV), em 1961-62, antes da fusão que formou o SGV. O time alternou participações dentro e fora da Amateurliga Württemberg (V) ao longo do curso de 90. Desde que ganhou a promoção para a Oberliga Baden-Württemberg (IV), após o título da Verbandsliga Württemberg (V), em 2001, o time só alcançou resultados ruins, sendo relegado de volta à Verbandsliga em 2011. Porém, o retorno foi imediato após vencer outro título na Verbandsliga.
O SGV atua no Wasenstadion que tem uma capacidade de 4.000 pessoas.
Além do futebol, o SGV tem departamentos para acordeão, basquetebol, ginástica, kung-fu, natação, teatro e vôlei.

## Títulos
- Verbandsliga Württemberg (V) 
  - Campeão: 2001, 2012;

## Cronologia recente
| Temporada | Divisão                    | Módulo | Posição |
| 1999–2000 | Verbandsliga Württemberg   | V      | 9º      |
| 2000–01   | Verbandsliga Württemberg   | V      | 1º ↑    |
| 2001–02   | Oberliga Baden-Württemberg | IV     | 13º     |
| 2002–03   | Oberliga Baden-Württemberg | IV     | 11º     |
| 2003–04   | Oberliga Baden-Württemberg | IV     | 14º     |
| 2004–05   | Oberliga Baden-Württemberg | IV     | 14º     |
| 2005–06   | Oberliga Baden-Württemberg | IV     | 7º      |
| 2006–07   | Oberliga Baden-Württemberg | IV     | 5º      |
| 2007–08   | Oberliga Baden-Württemberg | IV     | 12º     |
| 2008–09   | Oberliga Baden-Württemberg | V      | 11º     |
| 2009–10   | Oberliga Baden-Württemberg | V      | 8º      |
| 2010–11   | Oberliga Baden-Württemberg | V      | 15º ↓   |
| 2011–12   | Verbandsliga Württemberg   | VI     | 1º ↑    |
| 2012–13   | Oberliga Baden-Württemberg | V      | 5º      |
| 2013–14   | Oberliga Baden-Württemberg | V      | 4º      |